# Eruguera estriada
L'eruguera estriada (Coracina lineata) és una espècie d'ocell de la família dels campefàgids (Campephagidae).
Habita boscos, clars i vegetació secundària de l'illa de Waigeo, oest, nord i sud-est de Nova Guinea, incloent Numfor, Nova Bretanya, Nova Irlanda, Illes Salomó, Nord-est d'Austràlia, des de l'est de Queensland, cap al nord fins a la Península del Cap York, cap al sud al nord-est de Nova Gal·les del Sud.